# Dorfkirche Grüntal (Barnim)

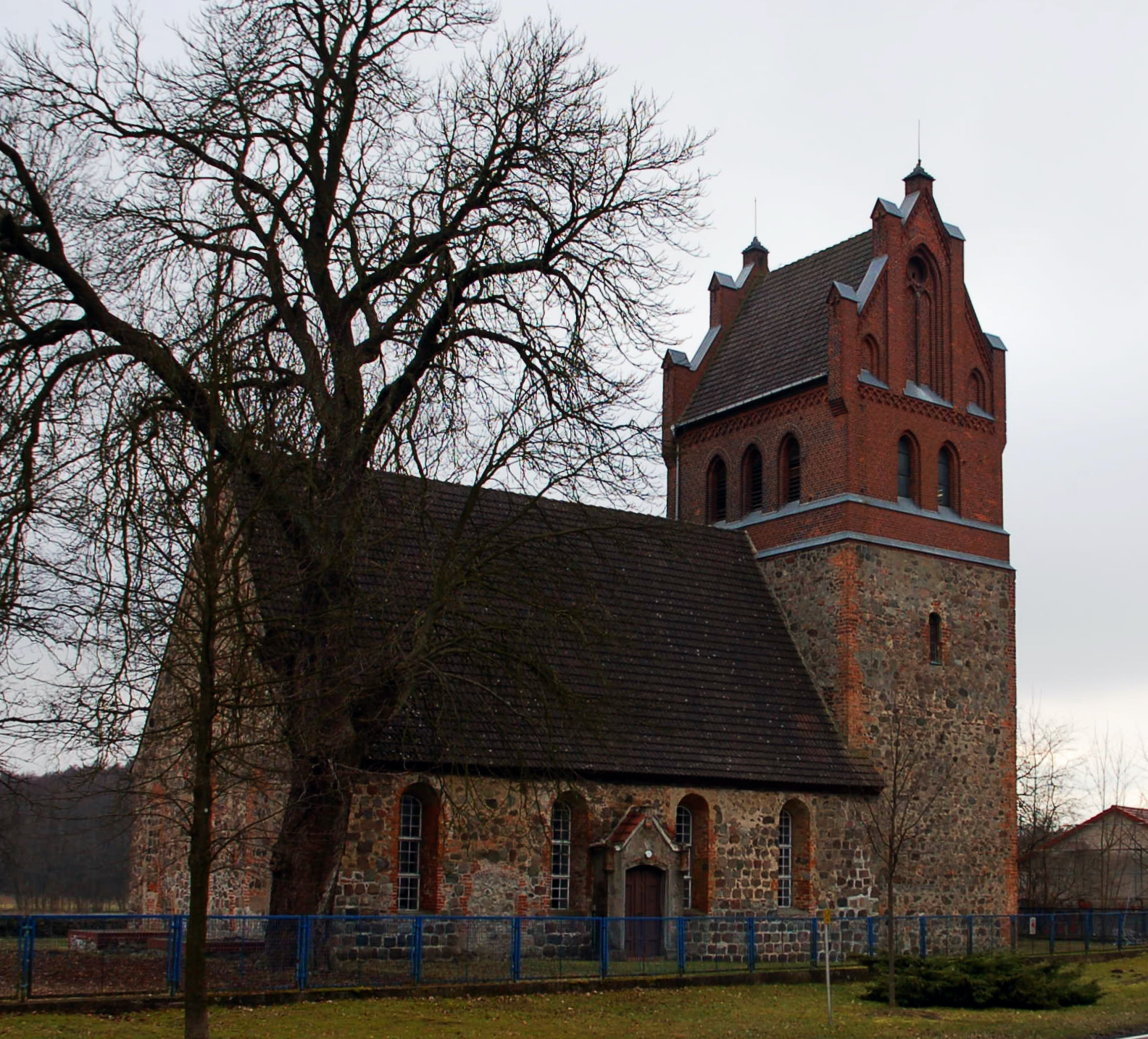
Nordostansicht

Die Dorfkirche Grüntal ist ein ursprünglich gotisches Kirchengebäude im Ortsteil Grüntal der Gemeinde Sydower Fließ  im Landkreis Barnim  des deutschen Bundeslandes Brandenburg.

## Geschichte und Architektur

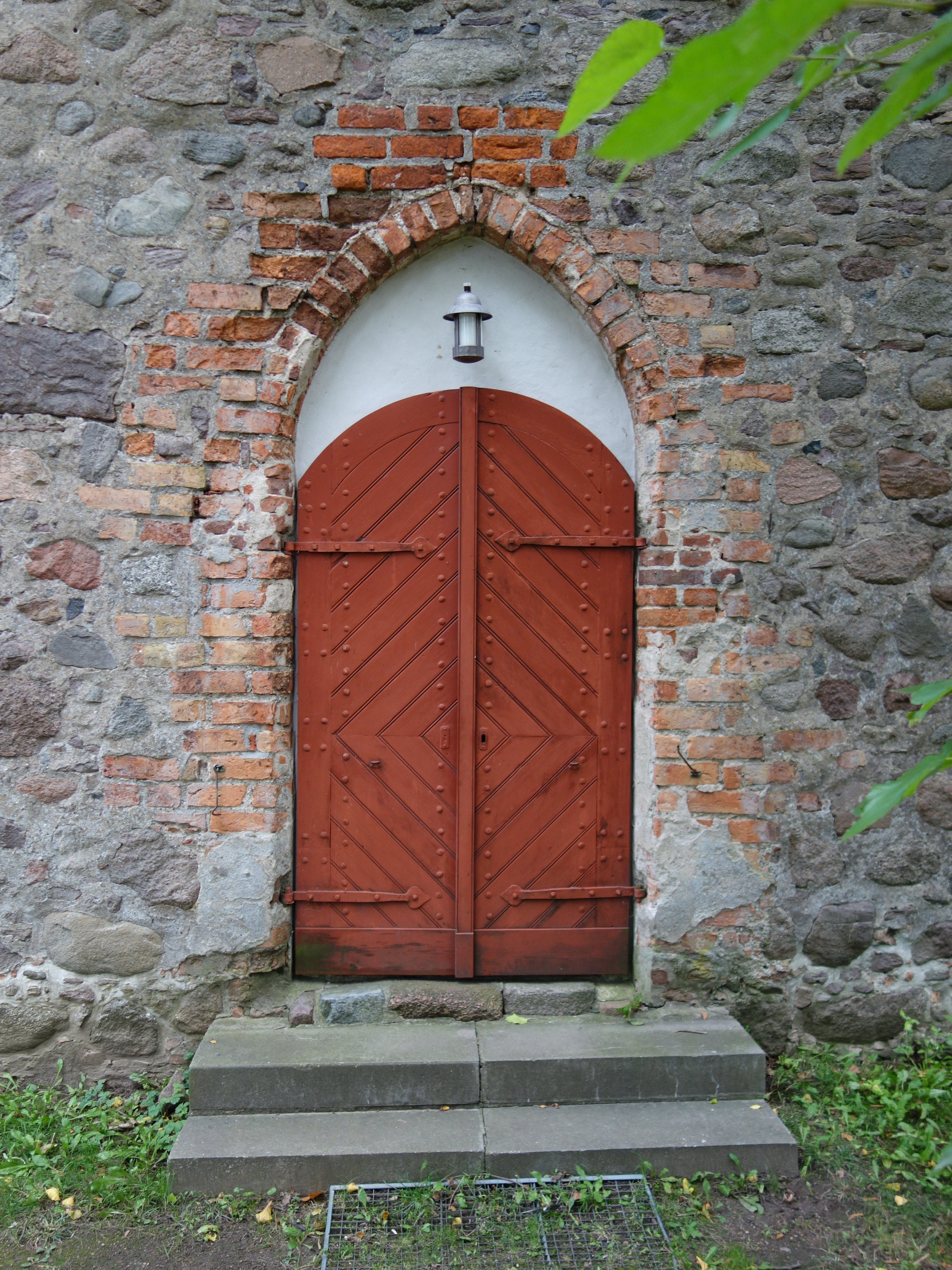
Westportal

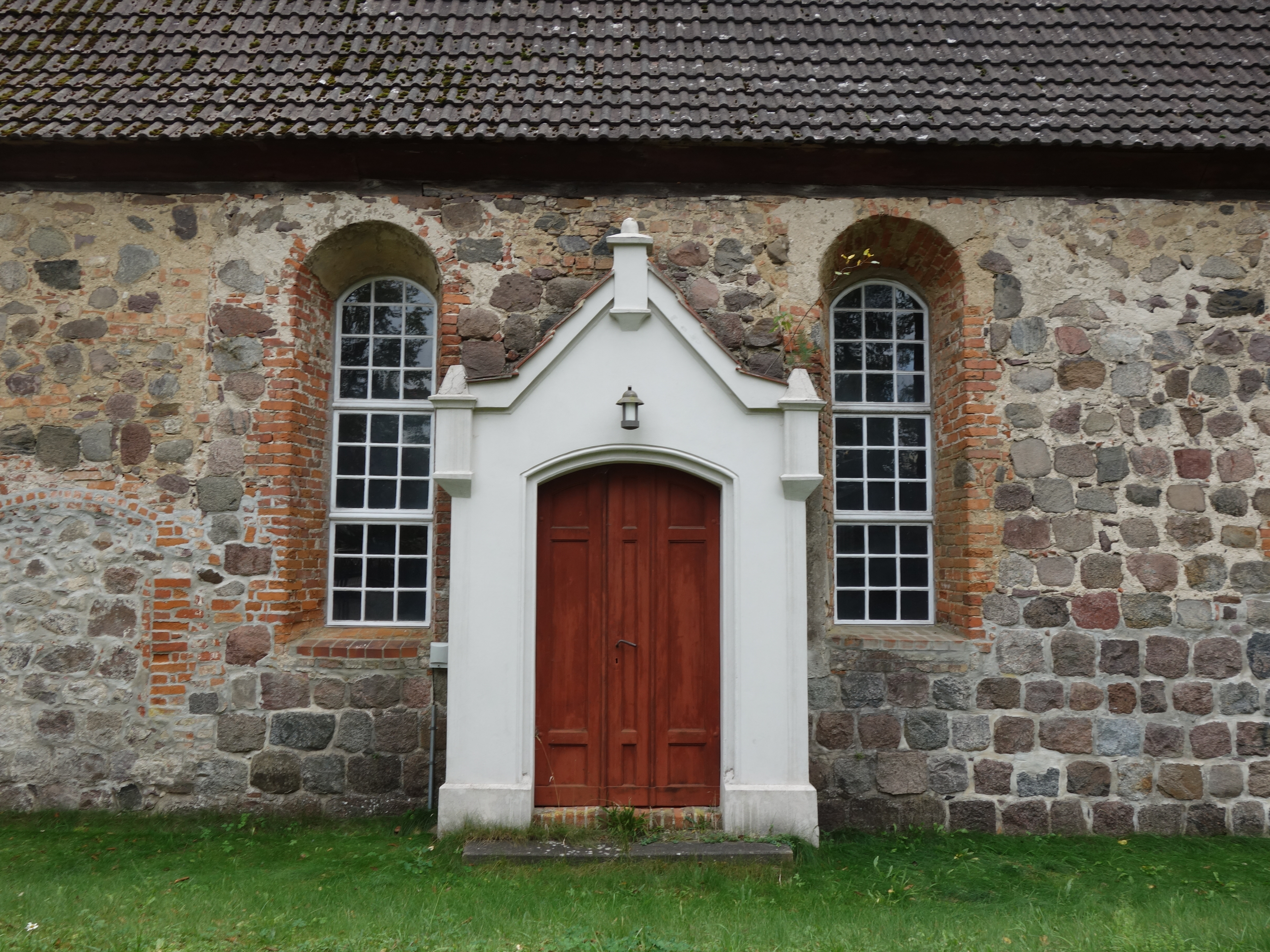
Dorfkirche Grüntal (Barnim) 2020 Nordportal

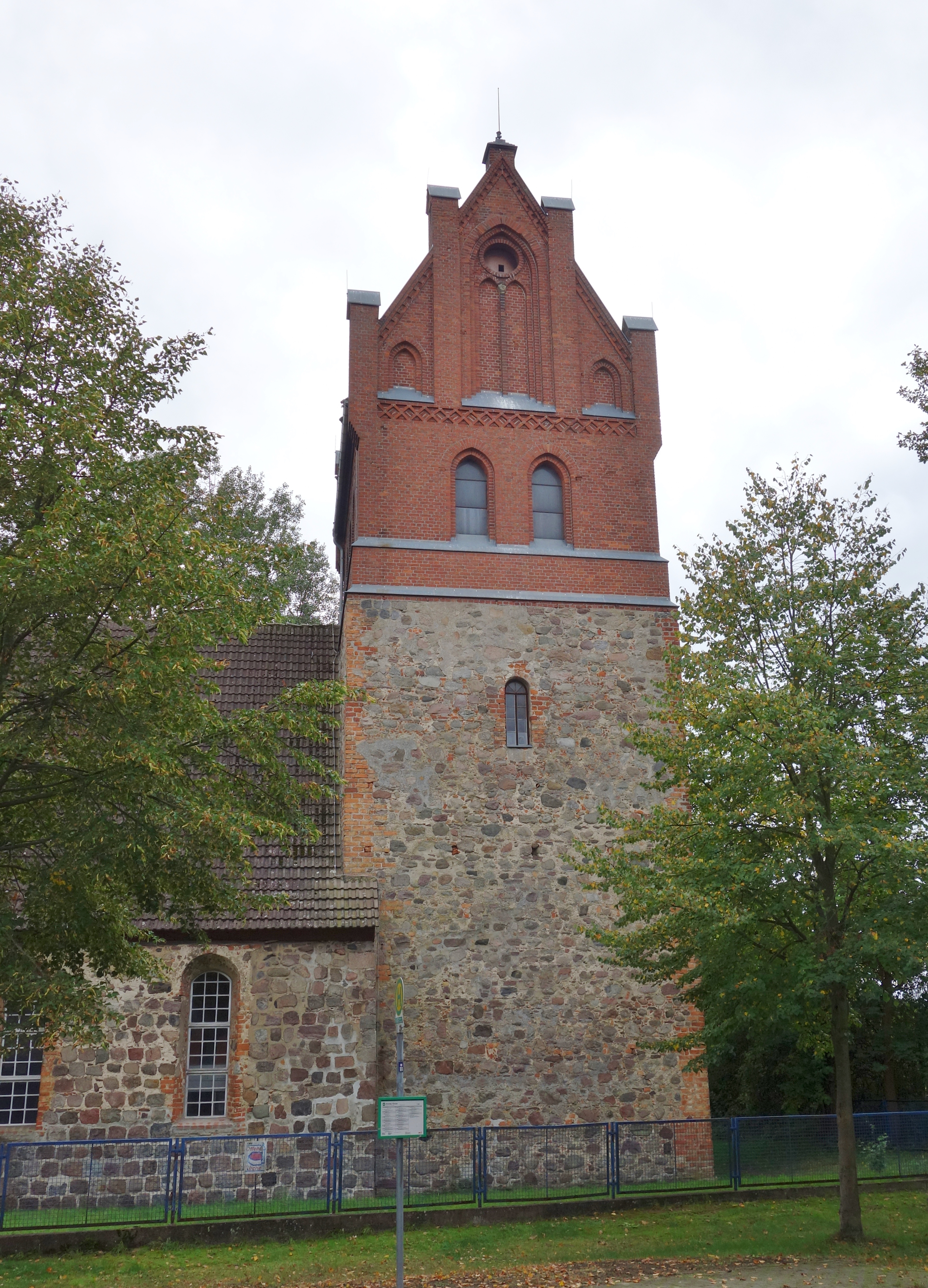
Spätgotischer Turm mit neugotischem Glockengeschoss

Die Kirche wurde als Saalkirche mit Rechteckchor in der Mitte des 13. Jahrhunderts aus Feldsteinen errichtet. Im 15. Jahrhundert wurde der etwas schmalere spätgotische Westturm aus unbehauenen Feldsteinen mit Backsteinkanten hinzugefügt. Das Westportal hat einen Spitzbogen mit Backsteingewände. Im Süden findet sich ein vermauertes Spitzbogenportal. Das barocke Nordportal dürfte aus einem Umbau im 18. Jahrhundert stammen. Dabei wurden die Fenster korbbogig vergrößert. Das neugotische Glockengeschoss aus Backstein mit seitlichen Blendengiebeln stammt aus der zweiten Hälfte des 19. Jahrhunderts.

## Innengestaltung
Das von einer Balkendecke geschlossene Innere der Saalkirche hat eine Orgel-Westempore. Der Orgelprospekt von Carl Gotthold Claunigk stammt aus dem Jahr 1822. Die Orgel wurde 1911 umgebaut und 2003 restauriert; sie hat acht Register auf einem Manual und Pedal.
Bedeutendstes Ausstattungsstück ist der hölzerne Kanzelaltar von 1718 mit gewundenen Weinlaubsäulen. Am polygonalen Kanzelkorb finden sich Bilder Christi und der Evangelisten zwischen kannelierten Pilastern mit Engelskopfabschluss. Im Sprenggiebel thront bekrönend der Pelikan. Die hexagonale Sandsteintaufe aus dem Ende des 18. Jahrhunderts weist kannelierte Volutenpilaster auf.

## Zugehörigkeit
Die Dorfkirche Grüntal gehört zur fusionierten evangelischen Kirchengemeinde Beiersdorf-Grüntal-Trampe im Kirchenkreis Barnim der Evangelischen Kirche Berlin-Brandenburg-schlesische Oberlausitz.